# 幻想溫泉賭場度假村
幻想溫泉賭場度假村，別稱金泉賭場渡假村（英語：Fantasy Springs Resort Casino），位於加利福尼亞州印第奧棕櫚泉，近10号州际公路加利福尼亚州段東南邊賭場和酒店 。由美國原住民部落擁有和營運者，一個認受同盟性部落。酒店內有250間套房，賭場內有2000架角子機及视频扑克机40張枱和特別會議中心佔10萬平方英呎（9,300平方米）。

## 歷史
印帝奧全勝舞廳，在1991年開幕；1995年，印帝奧全勝舞廳結業，而幻想溫泉賭場開幕。2000年10月，賭場接受擴建空間範圍。
在2003年7月，幻想溫泉賭場，動用1.45億美元，興建度假村，和會議中心，佔9.7萬平方英尺。
幻想溫泉賭場度假村，以2億美元進行翻新，在2004年12月21日開幕，該物業由楷亞銳衡（前身RTKL Associates Inc.）設計。
2007年4月尾，其該酒店鷹城高爾夫球場（共18洞）開放給予公眾人士參與。

## 餐飲
- The Bistro
- JOY 亞洲風味
- POM
- The Fresh Grill 自助餐
- The Pizza Kitchen
- 星巴克
- Lique
- LIT
- 12樓雞尾酒貴賓室和酒吧
- 岩山巧克力工場

## 活動場地
- 游泳池
- 特別會議中心
- 搖滾音樂室 （逢星期五和星期六營業）
- 奇幻樂園
- 鷹城高爾夫球場
- 歡娛俱樂部
- Nautilus 健身室

## 外部連結
- fantasyspringsresort.com （页面存档备份，存于）

33°43′16″N 116°11′38″W / 33.721°N 116.194°W